# Oxyagrion pavidum
Oxyagrion pavidum là một loài chuồn chuồn kim trong họ Coenagrionidae.
Oxyagrion pavidum được Hagen in Selys miêu tả khoa học năm 1876.